# Whitfordiodendron nieuwenhuisii
Whitfordiodendron nieuwenhuisii là một loài thực vật có hoa trong họ Đậu. Loài này được Johannes Jacobus Smith mô tả khoa học đầu tiên năm 1906 dưới danh pháp Millettia nieuwenhuisii. Năm 1912, Stephen Troyte Dunn chuyển nó sang chi Whitfordiodendron. Năm 1994, Anne M. Schot chuyển nó sang chi Callerya. Năm 2019, Compton et al. phục hồi lại chi Whitfordiodendron và chuyển nó trở lại chi này.

## Mẫu định danh
A. W. Nieuwenhuis n. 1294 (Trung tâm Nghiên cứu Sinh học Cibinong, Indonesia (BO), holotype); do Anton Willem Nieuwenhuis (1864-1953) thu thập tại đảo Borneo.

## Phân bố
Loài này có trên đảo Borneo (Indonesia: Kalimantan; Malaysia: Sarawak, Sabah; và Brunei).